# مسدس كاراكال
مسدس كاراكال هو سلسلة من مسدسات نصف آلية يتم تصنيعها من قبل شركة كاراكال الدولية وهي شركة تابعة لتوازن القابضة من الإمارات العربية المتحدة. وقد نزل حديثا في أسواق الاسلحة وهي من أول الاسلحة التي تصنع في دولة الإمارات العربية المتحدة. في عام 2002، بدأ فريق من مصممي الأسلحة الأوروبية والخبراء إلى العمل مع القوات المسلحة في الإمارات العربية المتحدة على تطوير مجموعة من المسدسات حديثة والاكسسوارات الاسلحة 

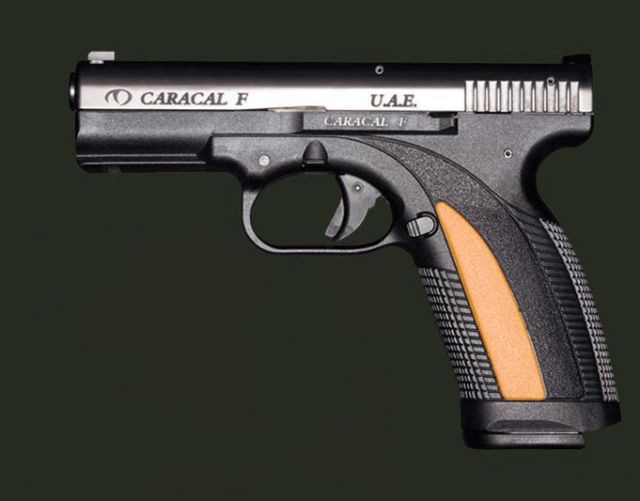
مسدس كاراكال

## المستخدمين
- حكومة أبوظبي.
- البحرين..اشترت 5000 وحدة.
- حكومة دبي.
- الأردن.
- تم شراء 10000 وحدة من قبل القوات المسلحة في الإمارات العربية المتحدة.

الوطني، بداية هذه السنة في تصنيع آلاف أسلحة «كاركال» موجهة لأفراد الجيش الوطني وعناصر الشرطة، في انتظار توسيع عملية بيع هذه الأسلحة لتشمل عناصر الجمارك وباقي المؤسسات الأخرى.
- الجزائر في أكتوبر 2011 شرعت المؤسسة الجزائرية العمومية للصناعات الميكانيكية وفرع «كركال» التابع للمجمع الإماراتي «توازن» في صناعة الآلاف من الأسلحة الجد متطورة من نوع «كاركال» لمتطلبات الجيش الوطني الشعبي، للمديرية العامة للأمن الوطني، المديرية العامة للجمارك والمؤسسات الأخرى.
- العراق جهاز المخابرات العراقي الوطني.